# Bataillon Elektronische Kampfführung 932
Das Bataillon Elektronische Kampfführung 932 (EloKaBtl 932), stationiert in der Burgwald-Kaserne in Frankenberg (Eder), ist ein Verband der Fernmeldetruppe EloKa der Bundeswehr. Bis 2002 gehörte das Bataillon zum Heer, danach zur Streitkräftebasis und seit Juli 2017 zum Organisationsbereich Cyber- und Informationsraum. Es ist unter anderem mit dem Störpanzer Hummel ausgestattet und hat rund 700 Soldaten und zivile Beschäftigte.

## Geschichte

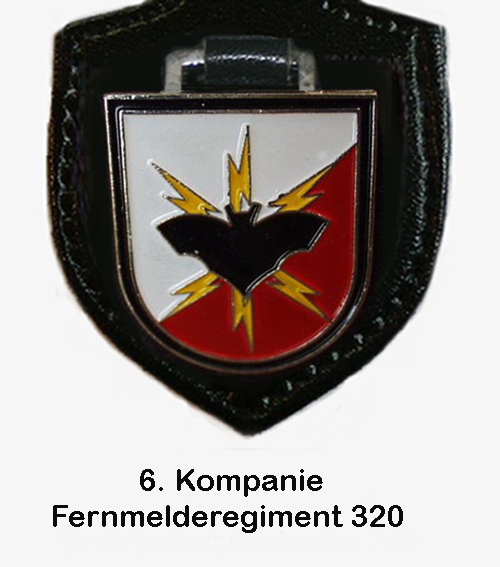
Altes Abzeichen einer Kompanie des Fernmelderegiments 320

Am 1. Juni 1962 wurde aus verschiedenen Fernmeldeeinheiten in der neugebauten Burgwald-Kaserne das Fernmeldebataillon 320 (FmBtl 320) des Heeres aufgestellt. Die Frankenberger Soldaten arbeiteten sowohl mit den stationären Anlagen in Frankenberg als auch mobil nahe der deutsch-deutschen Grenze.
Zum 1. Oktober 1992 wurde der Verband zum Fernmelderegiment 320 (FmRgt 320) umgegliedert. 1994 endete die seit Aufstellung 1962 bestehende Unterstellung unter das III. Korps in Koblenz, das aufgelöst wurde. Das Regiment wurde dem IV. Korps in der Henning-von-Tresckow-Kaserne bei Potsdam unterstellt. Die selbständigen Fernmeldekompanien 2 und 5 wurden als 4. und 5. Kompanie in das Regiment eingegliedert. Diese waren 1977 in Frankenberg aufgestellt worden und unterstanden dem Fernmeldestab 94 in Daun. 350 Soldaten aus dem 1994 aufgelösten Fernmelderegiment 120 in Rotenburg wurden in die 5. und 6. Kompanie des Fernmelderegiments 320 übernommen, die jedoch abgesetzt am Standort Rotenburg/Wümme verblieben. Die am 1. Juni 1962 als Fernmeldeausbildungskompanie 427 aufgestellte und zum 1. Juli 1980 umbenannte Fernmeldeausbildungskompanie 5/III wurde 1994 zur 7. Kompanie des Fernmelderegiments 320. Die 8. Kompanie war ein nichtaktiver Ergänzungstruppenteil. Zum 1. Oktober 1994 wurde der Verband der neuen Kräftekategorie Krisenreaktionskräfte zugeordnet. Das Regiment hatte zu dieser Zeit 1500 Soldaten und zivile Beschäftigte, von denen 1150 am Standort Frankenberg tätig waren. Die vom Verband besetzten Aufklärungstürme auf dem Hohen Meißner und dem Stöberhai wurden 2002 bzw. 2005 gesprengt. Zum 1. Juli 2001 erfolgte der Unterstellungswechsel des Regiments von dem in der Auflösung befindlichen IV. Korps unter den Fernmeldebereich 93 in Daun. Zudem wechselte die Zugehörigkeit von der Teilstreitkraft Heer zum damals neuen militärischen Organisationsbereich Streitkräftebasis.
2003 wurde das Fernmelderegiment 320 in das Bataillon Elektronische Kampfführung 932 überführt. Im gleichen Jahr wurde der Verband von der Association of Old Crows, einem Fachverband für Elektronische Kampfführung, als bester militärischer Truppenteil dieser Fachrichtung ausgezeichnet. Die 5. und 6. abgesetzt in Rotenburg (Wümme) stationierte Kompanie wurde an das neu aufgestellte Bataillon Elektronische Kampfführung 912 in Nienburg/Weser abgegeben und in Frankenberg zwei neue 5. und 6. Kompanien aufgestellt.
Am 25. Oktober 2011 verkündete der damalige Bundesminister der Verteidigung, Thomas de Maizière, dass der Standort Frankenberg (Eder) erhalten bleibt und im Rahmen der Neuausrichtung der Bundeswehr lediglich die Anzahl der Soldaten von rund 1000 auf 700 reduziert werden soll, wobei es sich größtenteils um wegfallende Wehrdienstleistende im Rahmen der Aussetzung der Wehrpflicht in Deutschland handelt. Zudem sollten mehrere Millionen Euro in die Sanierung und Modernisierung des Standorts investiert werden. Am 23. Juni 2012 feierte die Burgwald-Kaserne ihren 50. Geburtstag. Zur Auflösung des Fernmeldebereichs 93 in Daun wechselte die Unterstellung zum Kommando Strategische Aufklärung (KSA) in Grafschaft. Seit 2017 ist das Bataillon nicht mehr Teil der Streitkräftebasis, sondern des am 5. April jenes Jahres gegründeten neuen militärischen Organisationsbereiches Cyber- und Informationsraum. Seit Ende März 2023 ist das Bataillon dem Kommando Aufklärung und Wirkung in Daun unterstellt, nachdem das KSA aufgelöst wurde.

## Gliederung
Der Verband besteht aus dem Stab und fünf Kompanien. Der Bataillonskommandeur hat den Dienstgrad Oberstleutnant. Die erste Kompanie ist die Stabs- und Versorgungskompanie.
Dem Bataillon angegliedert sind die Außenstelle des Sanitätsunterstützungszentrums Augustdorf inklusive Zahnarztgruppe und ein Familienbetreuungszentrum (FBZ), nicht zuletzt wegen der hohen Einsatzbelastungen des Verbandes.

## Aufgaben
Das Bataillon Elektronische Kampfführung 932 betreibt den Elektronischen Kampf und die Fernmeldeaufklärung ortsfest mit den Anlagen in der Burgwald-Kaserne und mobil in den Einsatzgebieten der Bundeswehr. Damit ist es das einzige Bataillon, welches mit seinen Fähigkeiten beide Bereiche der EloKa abdeckt. Durch die Spezialisierung haben die Soldaten des Bataillons eine verhältnismäßig hohe Einsatzbelastung zu bewältigen. Sie gehören zu den Krisenreaktionskräften der Bundeswehr. Das Einsatzgebiet des Verbandes war u. a. Afghanistan.
Der NRF-Zug des Bataillons ist in kürzester Zeit einsatzbereit und verlegungsfähig, um so in Krisengebieten die Reaktionskräfte mit den Mitteln des Elektronischen Kampfes zu unterstützen.
Ferner unterstützt das Bataillon die Regionalen Sicherungs- und Unterstützungskräfte des Landeskommandos Hessen bei der Ausbildung.
Das EloKaBtl 932 unterstützte unter anderem die Einsätze ISAF und Resolute Support und kam mit Beendigung dieser auf insgesamt 165.000 Einsatztage in Afghanistan.

## Uniform und Abzeichen
Die Angehörigen des Bataillons tragen die Uniformen der Bundeswehr nach der Zentralrichtlinie A1-2630/0-9804 „Anzugordnung für Soldatinnen und Soldaten der Bundeswehr“ Da der Verband dem Kommando Cyber- und Informationsraum angehört, dienen dort sowohl Marine-, Luftwaffen- als auch Heeresuniformträger. Im Routinedienst tragen alle Soldaten des Verbandes den Feldanzug und unterscheiden sich lediglich durch Dienstgradschlaufen nach Teilstreitkraft. Mitunter tragen die Soldaten der Einsatzkontingente vor der Entsendung und nach der Rückkehr für kurze Zeit den Feldanzug mit Wüstentarndruck.
Internes Verbandsabzeichen ist das Frankenberger-„F“ auf hellblauem Grund mit goldener Kordel umfriedet. Es wird durch die Frankenberger Fürstenkrone gekrönt. Das interne Verbandsabzeichen wird zum Dienstanzug an der rechten Brusttasche, ferner zum Feldanzug als Anstecker auf der Lasche der rechten Brusttasche oder als Klettabzeichen auf dem rechten Oberarm getragen. Der Wahlspruch des Bataillons lautet: “Scientia potentia est” (deutsch: „Wissen ist Macht“).

## Patenschaft
Traditionell schließen viele Kompanien der Bundeswehr Patenschaften mit Gemeinden im Kreis. Im Folgenden sind die Patenschaften der Kompanien in der Burgwaldkaserne aufgelistet:
- 2. Kompanie mit Burgwald seit Dezember 2012[7]
- 3. Kompanie mit Vöhl seit August 1996[8]
- 4. Kompanie  mit Hallenberg seit November 2013[9]
- 5. Kompanie mit Frankenau seit Januar 2015[10]

## Anschlag von Kabul
Am 7. Juni 2003 sprengte sich in Kabul, Afghanistan, ein Selbstmordattentäter mit einem Taxi neben zwei Bussen, welche Soldaten des Verbandes zum Flughafen bringen sollte, in die Luft. Bei der Explosion, die einen der Busse völlig zerstörte, fielen vier Soldaten. 31 weitere wurden zum Teil schwer verletzt. Es war das erste Mal, dass deutsche Soldaten gezielt Opfer eines Selbstmordanschlages wurden.
Im Nachhinein wurden Stimmen laut, die sowohl die zu lasche Bewertung der Gefährdungslage im Einsatzland als auch den mangelnden Schutz bei Transporten für die Soldaten kritisierten. Außerdem wurde der Umgang mit den lokalen Bediensteten kritisiert, die in Camp Warehouse arbeiteten. Laut dem damaligen ISAF Kommandeur Norbert van Heyst sei der Anschlag „…ohne Hilfe von innen nicht möglich gewesen…“.
Ein Gedenkstein am Eingang der Burgwald-Kaserne erinnert an die vier gefallenen EloKa-Soldaten Andrejas Beljo (28) und Jörg Baasch (25) vom Fernmeldeaufklärungsregiment 940 sowie Carsten Kühlmorgen (32) und Helmi Jimenez-Paradies (29) vom Fernmelderegiment 320.